# استانیسلاو گالیچ
استانیسلاو گالیچ (صربی: Станислав Галић؛ زادهٔ ۱۲ مارس ۱۹۴۳}} یک سرباز و فرماندهٔ ارتش جمهوری صرب بوسنی در جریان جنگ بوسنی است. او در دادگاه بین‌المللی کیفری یوگسلاوی سابق به اتهام جنایات علیه بشریت در کشتار غیرنظامیان و نقشش در محاصره سارایوو به حبس ابد محکوم شد.